# Nikołaj Wwiedienski

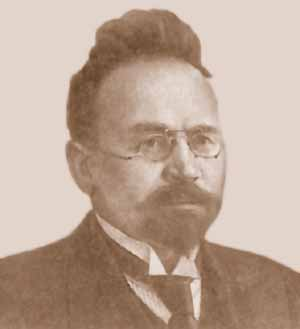
Nikołaj Wwiedienski

Nikołaj Wwiedienski (ros. Николай Евгеньевич Введенский, ur. 28 kwietnia 1852, zm. 16 września 1922) – rosyjski lekarz, fizjolog. W 1889 został profesorem Uniwersytetu w Petersburgu. Był członkiem Rosyjskiej Akademii Nauk. Zajmował się pobudzaniem i hamowaniem układu nerwowego i mięśniowego. Dzięki Wwiedienskiemu rozwinęła się elektrofizjologia drażnienia. Użył jako pierwszy słuchawki telefonicznej do wykrycia impulsów nerwowych w mięśniach.